# Никулицел (Тулћа)
Никулицел (рум. Niculiţel) насеље је у Румунији у округу Тулћа у општини Никулицел. Oпштина се налази на надморској висини од 86 m.

## Становништво
Према подацима из 2002. године у насељу је живело 4715 становника, од којих су сви румунске националности.

### Хронологија
| Година       | 1992 | 1993 | 1994 | 1995 | 1996 | 1997 | 1998 | 1999 | 2000 | 2001 | 2002 | 2003 | 2004 | 2005 | 2006 | 2007 | 2008 | 2009 | 2010 | 2011 | 2012 | 2013 | 2014 | 2015 | 2016 | 2017 |
| ------------ | ---- | ---- | ---- | ---- | ---- | ---- | ---- | ---- | ---- | ---- | ---- | ---- | ---- | ---- | ---- | ---- | ---- | ---- | ---- | ---- | ---- | ---- | ---- | ---- | ---- | ---- |
| Становништво | 5607 | 5532 | 5493 | 5449 | 5410 | 5353 | 5278 | 5246 | 5246 | 5226 | 5134 | 5093 | 5029 | 5018 | 4987 | 5007 | 4978 | 4939 | 4952 | 4994 | 4955 | 4953 | 4889 | 4858 | 4805 | 4717 |